# Воткін Тюдор Джонс
Воткін Тюдор Джонс (англ. Watkin Tudor Jones, в даний час відомий як англ. Ninja; 26 вересня 1974, Йоганнесбург, ПАР) — південноафриканський репер, продюсер, художник-сатирик.
Раніше був відомий як Макс Нормальний і MC Totally Rad. Багато років віддав південноафриканському хіп-хопу. Співпрацював з «The Original Evergreens», «MaxNormal.TV» та «The Constructus Corporation». В даний час є лідером гурту «Die Antwoord», де виступає під псевдонімом Ninja.
Джонс випустив кілька музичних альбомів під різними лейблами, захоплюється графікою, виробництвом м'яких іграшок, має багато інших творчих захоплень. Всупереч загальній думці, на даний момент не одружений з Йоланді Фіссер. Вони заперечують те, що коли-небудь перебували у шлюбі. Співпрацюють у багатьох проектах, включаючи Die Antwoord, а також мають спільну дитину Сіксті Джонс.

## Max Normal

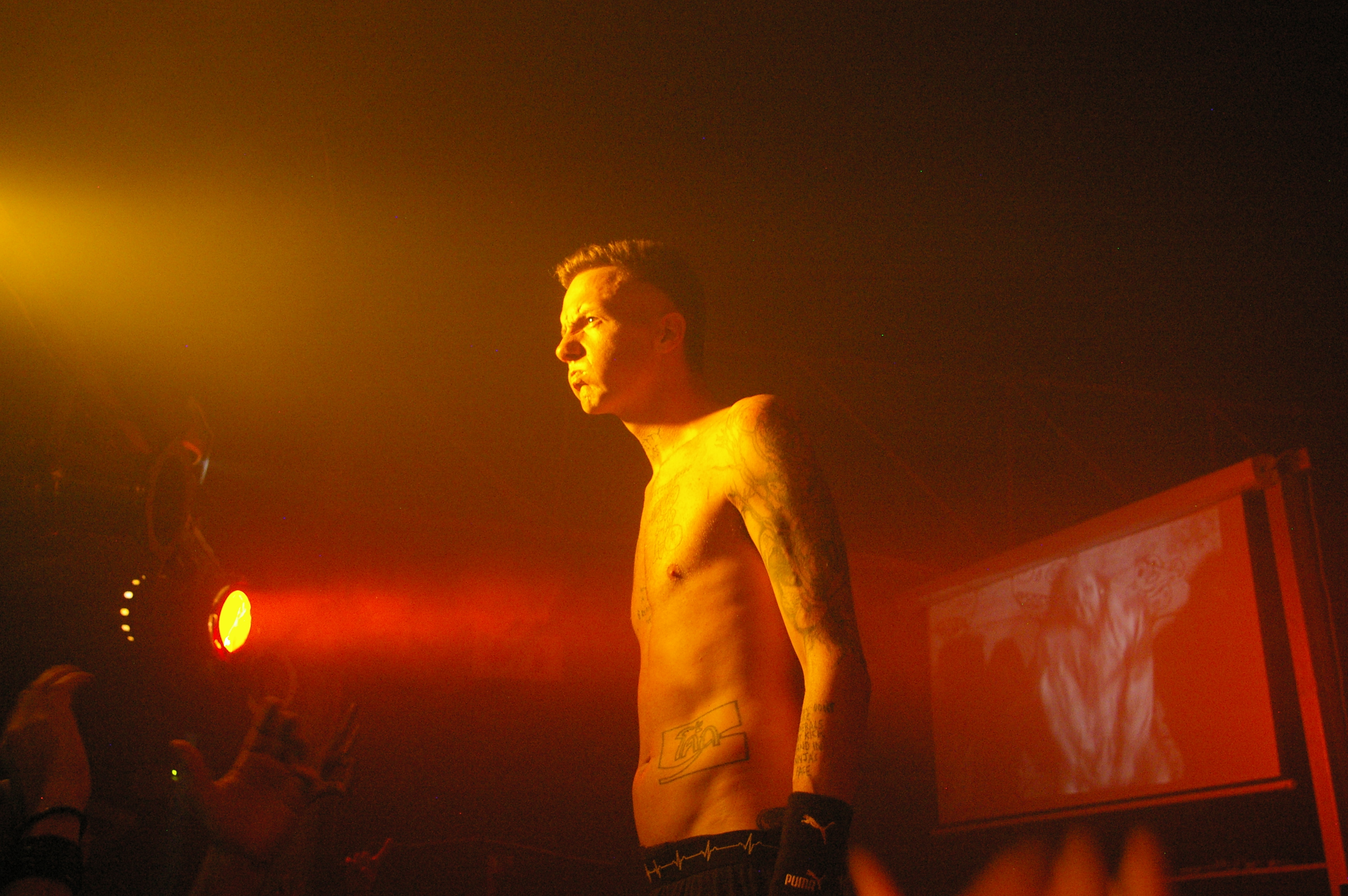
На сцені

Джонс був лідером хіп-хоп колективу Макс Нормальний, Який випустив свій дебютний і єдиний альбом Songs From The Mall в 2001 році. Група виступала на різних фестивалях Південної Африки, таких як Up the Creek, Splashy Fen, и Oppikoppi. Також вони виступили в Лондоні і дали три концерти на фестивалі Pukkelpop в Бельгії.
Колектив мав друге народження у вигляді корпоративної хіп-хоп групи MaxNormal.tv, в 2008 і році випустив альбом «Доброго ранку, ПАР» (англ. Good Morning Південна Африка), що звучанням дуже нагадує групу Die Antwoord, що з'явилася трохи пізніше. Це була незвична для Південної Африки хіп-хоп команда, яка виступалав костюмах-трійках, а фронтмен групи MaxNormal виступав перед аудиторією зі своїми мотиваційними промовами. Для кращої ілюстрації текстів групи, і створення у публіки певного настрою, над виступаючими на великий екран проектувалися слайди, в стилі PowerPoint презентації.
На початку 2002 року Джонс розпускає Max Normal, незважаючи на здобуту популярність. Він пояснив своє рішення творчою кризою. Джонс переїхав в Кейптаун і почав співпрацювати DJ Dope of Krushed & Sorted и Felix Laband над мультимедійним проектом, суть якого полягала в поєднанні текстів, графічних образів, музичного оформлення і живого виступу артистів. В результаті цієї роботи народився образ «Людини, яка не повертається» (англ. The Man Who Never Came Back), що виріс із назви одного з треків проекту. Однак через деякий час проект мутував в Constructus Corporation. В цей же час до групи підключилася Йоланді Фіссер під ім'ям Anica The Snuffling.

## Constructus Corporation

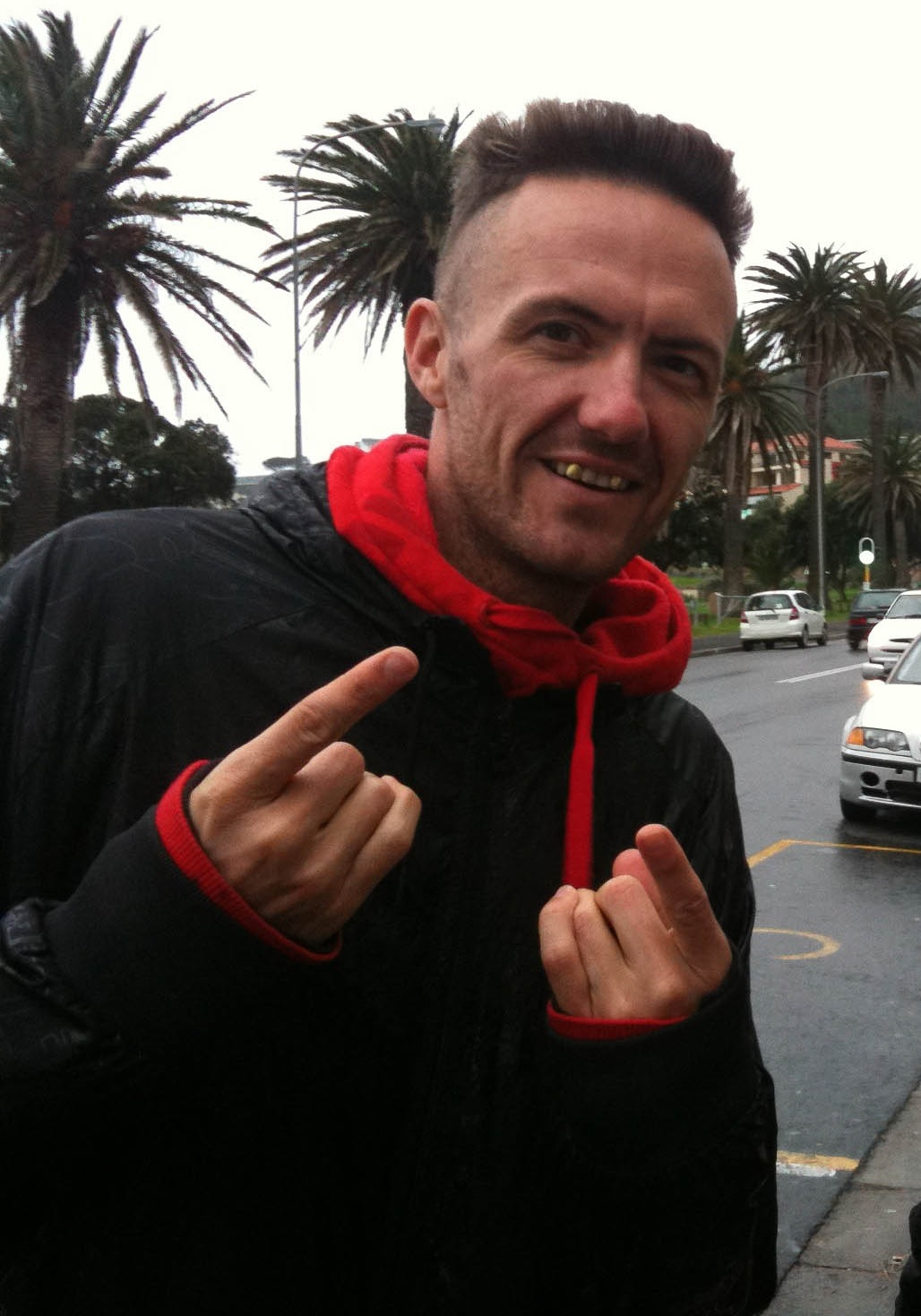
Джонс на вулиці

Після розпаду Макс Нормальний, в 2002 році Джонс зібрав музикантів (Sibot, Маркус Wormstorm і Фелікс Laband) для співпраці, в рамках проекту Constructus Corporation, над записом свого концептуального альбому з графічними новелами The Ziggurat. . У грудні 2002 року The Ziggurat. був представлений публіці. Це була 88-сторінкова книга в жорсткій обкладинці рожевого кольору, яка містить рукописну версію історії фентезі в стилі хіп-хоп, написаної Джонсом. Сюжет книги побудований на пригодах двох дітей, які потрапили в чарівний футуристичний світ / торговий гіпермаркет The Ziggurat. Книга рясніє яскравими ілюстраціями, які намалював Нікхілу Сінгх. У комплекті додавалися два компакт диска. Перший CD — з аудіоверсією історії, в якій Джонс озвучує кількох персонажів. Другий CD — порожній, забезпечений докладною інструкцією, що розповідає де можна безкоштовно скачати другий музичний альбом групи і нові розповіді. Constructus Корпорація розпалася на початку 2003 року.

## Die Antwoord
Група Die Antwoord (перекладається з африкаанс як «Відповідь») — була утворена в 2008 році і складалася з трьох музикантів Джонса, Йоланді Фіссер і DJ Hi-Tech. Стиль групи сформувався під впливом альтернативної культури «zef» і творчості фотографа Роджера Балла. Die Antwoord випустили свій перший студійний альбом $O$ в 2009 році, виклавши його у вільний доступ для скачування. Відео кліп на пісню Enter the ninja [Архівовано 7 січня 2014 у Wayback Machine.] з цього альбому мав ефект вірусного відео і за перші 9 місяців набрав кілька мільйонів переглядів в мережі інтернет. Несподівана популярність призвела до краху вебсайту групи і змусила перенести його на більш потужний хостинг. У відео також знявся відомий південноафриканський художник, музикант і діджей Леон Бота, хворий прогерією.
Die Antwoord виконують музику в стилі «Зеф», що можна перекласти з Південно-Африканського жаргону як «біле сміття» або «селюк». Зеф ідеологія описується, як вигадливе поєднання убогості модерну з застарілими, що відмирають елементами культури. Їх лірика наповнена гумору і самоіронії. Тексти пісень виконуються на суміші африкаанс і англійської мови. Широкій громадськості група представляється як хіп-хоп колектив, самі ж учасники називають стиль своєї музики «Зеф-рейв реп»

## Особисте життя
Джонс народився в Йоганнесбурзі в 1974 році. Там же вчився в середній школі для хлопчиків Parktown. Покинув школу в 1992 за рік до закінчення. Зустрічався з Йоланді Фіссер. Їхня донька, Сікстін Джонс, з'являється в декількох кліпах, в тому числі в «I Fink U Freeky». В одному з інтерв'ю Джонс каже, що вони з Йоланді більше не підтримують відносини. Однозначно статус їхніх стосунків невідомий.
У 2012 році в інтерв'ю журналу The Stranger, Джонс заявив, що вони з Йо-Ланді вегетаріанці.
У різних інтерв'ю Джонс часто повідомляє суперечливі факти про себе. Так в одному інтерв'ю він повідомляє, що вони з Йо-Ланді знайомі з дитинства, і тут же, в іншому інтерв'ю розповідає, що вони зустрілися вже дорослими. Стосовно своєї сім'ї Джонс заявив, що його батька застрелили, а брат покінчив життя самогубством.